# Contingut audiovisual interactiu
El contingut audiovisual interactiu és un tipus de producció que combina elements visuals, sonors i narratius amb mecanismes d'interacció que permeten a l'usuari influir en el seu desenvolupament o en el resultat del contingut.
A diferència del contingut audiovisual tradicional, que segueix un flux lineal i passiu, sense la necessitat d'implicació directa per part de l'usuari, el contingut audiovisual interactiu requereix la participació activa de l'usuari, i ofereix personalització i una experiència més dinàmica i adaptativa.
El contingut audiovisual interactiu contempla la creació d'obres interactives de tots els àmbits de la indústria audiovisual: videojocs, pel·lícules, sèries, etc. De fet, el format més comú és el format híbrid que combina elements de totes les categories.

## Orígens i evolució
El gènere va aparèixer amb la invenció dels Laserdisc i els reproductors de Laserdisc, els primers reproductors de vídeos de manera no lineal. El fet que un reproductor de Laserdisc pogués saltar i reproduir qualsevol capítol de manera instantània va significar que els jocs i pel·lícules, de la mateixa manera, també podien aplicar aquesta mecànica.
La primera obra interactiva reconeguda és Kinautomat: One Man and His House, creada pel cineasta txec Radúz Činčera i presentada en l'Exposició Universal de Montreal l'any 1967. La trama es desenvolupa a partir de la història d'un home Aquesta pel·lícula va ser produïda abans de la invenció del Laserdisc (LD) o alguna tecnologia similar, així que un moderador en viu apareixia en l'escenari en alguns punts per a demanar a l'audiència que escollís entre dues escenes. L'escena escollida es reproduïa a partir del vot de l'audiència. Encara que, com a ironia intencional, totes les decisions portaven al mateix final, Kinoautomat va ser pionera en el concepte de la narrativa interactiva, establint les bases per a futures innovacions.
Paral·lelament, en la literatura juvenil dels anys 70 i 80, la sèrie de llibres Tria la teva aventura va oferir als lectors una experiència similar, però en format de novel·la. Aquests llibres permetien al lector prendre decisions en moments crucials, portant-lo a diferents pàgines i, en conseqüència, a diferents desenllaços.
Un dels primers videojocs interactius va ser Wild Gunman de Nintendo, un joc electro-mecànic creat per Gunpei Yokoi l'any 1974. Consistia en una pistola de llum connectada a una pantalla de projecció de 16mm. Es mostraven unes imatges d'uns pistolers de l'oest llunyà que el jugador podia disparar i matar. L'any 1979, Kasco (Kansei Seiki Seisakusho) va llançar The Driver, un altre joc electro-mecànic que mostrava una projecció d'una persecució de cotxes filmada per Toei Company.

## En el cas de les plataformes d’streaming
Els continguts interactius no només expandeixen les possibilitats d'una història, sinó que en el cas de les plataformes d'streaming també permeten saber què és el que més agrada als espectadors.
Aquestes dades, convenientment processades i organitzades, permeten a la plataforma conèixer el caràcter o les decisions vitals dels seus usuaris. I amb aquesta informació, poden donar-los en tot moment el que desitgen perquè passin el major temps possible en la plataforma i introduir publicitat de la forma menys invasiva possible dirigint-se directament al sector demogràfic més susceptible d'adquirir els béns o serveis oferts.